# Three Angels Broadcasting Network
Three Angels Broadcasting Network (3ABN) är en privatägd amerikansk TV- och radiokanal som sänder globalt via satellit och internet. Programinnehållet är grundad på kristen tro och livsstil, men fokuserar primärt på ortodoxa tolkningar av doktriner som företräds av Sjundedagsadventisterna. Den teologiska syn som 3ABN driver delas inte av alla adventister, speciellt de som har en evangelisk, eller liberal grundsyn. Genom stöd från 3ABN (ekonomiskt och programmässigt) drivs i Skandinavien kanalen LifeStyle TV som sänder via Canal Digital. 
3ABN grundades 1986 i Thompsonville, Illinois USA, av Danny Shelton ) tillsammans med hans dåvarande hustru, Linda. Genom stora och generösa bidrag kunde successivt ett satellitbaserat TV- och radionät byggas upp. 